# Синапс

Схема синапсу між нервовими клітинами

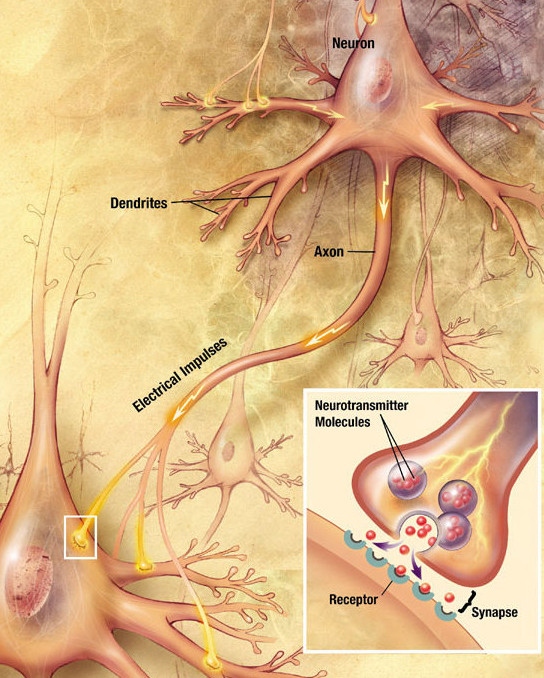
Малюнок, що ілюструє процес синаптичної передачі в нейронах

Си́напс (від грец. synapsis — з'єднання) — це спеціальне з’єднання між двома нейронами або між нейроном і цільовою клітиною (наприклад, м’язовою клітиною або клітиною залози), де інформація передається від однієї клітини до іншої. Синапси є фундаментальними одиницями зв’язку в нервовій системі, що дозволяє нейронам спілкуватися один з одним, а також передавати й інтегрувати сигнали по всьому мозку й тілі.
У синапсі пресинаптичний нейрон (відправний нейрон) випускає хімічні месенджери, які називаються нейромедіаторами, у невелику щілину, яка називається синаптичною щілиною. Потім ці нейромедіатори зв’язуються з рецепторами постсинаптичного нейрона (нейрона, що приймає) або клітини-мішені, запускаючи серію біохімічних і електричних змін, які в кінцевому підсумку призводять до передачі сигналу. Сила та ефективність синапсу можуть модулюватися різними факторами, включаючи кількість і тип вивільненого нейромедіатора, кількість і чутливість рецепторів на постсинаптичній клітині та активність різних сигнальних шляхів.
Загалом синапси відіграють важливу роль у функціонуванні нервової системи, включаючи сенсорне сприйняття, руховий контроль, навчання, пам’ять та інші когнітивні процеси.

## Історія
На кінець XIX сторіччя теорія клітинної будови живих організмів Маттіаса Шлейдена та Теодора Шванна вважалася справедливою для будь-якої тканини, окрім нервової. Розроблені на той момент методи фарбування тканин не дозволяли розрізнити в гістологічних препаратах окремі нейрони через їхню розгалужену морфологію та велику щільність залягання. Тому серед тогочасних дослідників панувала так звана ретикулярна теорія, з позицій якої як людський мозок, так і будь-яка інша нервова структура являє собою безперервну мережу волокон.
У 1878 р. італійський лікар Камілло Гольджі винайшов новий спосіб гістологічного фарбування — метод імпрегнації сріблом, особливість якого полягала в тому, що барвник проникав лише в незначний відсоток клітин в препараті. Це дало дослідникам підставу стверджувати, що окремі клітини в мозку розділені мембранами, що отримало назву нейронної доктрини. 
В кінці 19 століття, коли такі дослідники, як Сантьяго Рамон і Кахаль, почали використовувати нові методи фарбування, щоб візуалізувати структуру нейронів та їхні зв’язки в мозку. Робота Кахала виявила існування невеликих проміжків, або синапсів, між нейронами, які, за його гіпотезою, були місцями зв’язку між нейронами.
Термін «синапс» вперше з'явився у «Підручнику з фізіології» Майкла Фостера у 1897 році, але широкого вжитку набув після використання його Чарлзом Шеррінгтоном у своїй праці «Інтегративна діяльність нервової системи».
На початку 20 століття такі дослідники, як Генрі Дейл і Отто Леві, почали досліджувати хімічну основу синаптичної передачі (нейротрансмісії). Дейл виявив, що нейромедіатор ацетилхолін відповідає за передачу сигналів від мотонейронів до скелетних м’язів, тоді як Льові показав, що нейромедіатор адреналін відповідає за регуляцію серцевого ритму.
У середині 20-го століття вивчення синапсів і синаптичної передачі зазнало революції з розвитком електрофізіологічних методів, таких як метод patch-clamp, який дозволив безпосередньо вимірювати електричні струми в нейронах. Це призвело до відкриття іонних каналів і розвитку концепції синаптичної пластичності, яка стосується здатності синапсів змінювати свою силу та ефективність у відповідь на активність нейронів і лежить в основі нейропластичності.
У 1970-х і 1980-х роках прогрес у методах молекулярної біології та молекулярної нейронауки дозволив клонувати та охарактеризувати багато рецепторів нейромедіаторів та іонних каналів. Ці відкриття призвели до глибшого розуміння молекулярних механізмів синаптичної передачі та пластичності та забезпечили нові цілі для розробки ліків.

## Структура синапсу

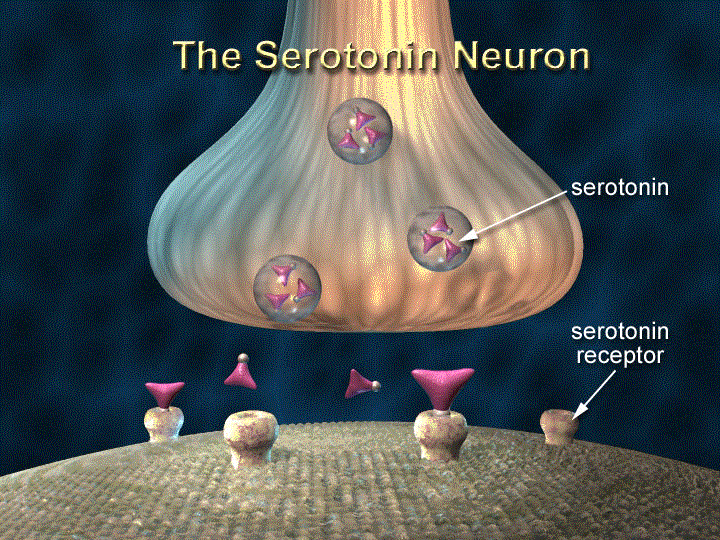
Синапс в серотонінергічному нейроні

Типовим синапсом є аксо-дендритичний хімічний. Такий синапс складається з двох частин: пресинаптичної, утвореної булавоподібними розширенням закінченням аксона передавальної клітини і постсинаптичної, представленої контактною ділянкою цитолемми сприймальної клітини (у цьому випадку — ділянкою дендрита).
Синапс є простором, що розділяє мембрани контактуючих клітин, до яких підходять нервові закінчення. Передача імпульсів здійснюється хімічним шляхом за допомогою медіаторів або електричним шляхом, шляхом проходження іонів з однієї клітини в іншу.
Між обома частинами є синаптична щілина — проміжок шириною 10-50 нм між постсинаптичною і пресинаптичною мембранами, краї якої укріплені міжклітинними контактами.
Частина аксолемми булавоподібного розширення, прилегла до синаптичної щілини, називається пресинаптичною мембраною. Ділянка цитолемми сприймальної клітини, що обмежує синаптичну щілину з протилежного боку, називається постсинаптичною мембраною, в хімічних синапсах вона рельєфна і містить численні рецептори.
У синаптичному розширенні є дрібні везикули, так звані синаптичні пухирці, що містять або медіатор (речовину-посередника у передачі збудження), або фермент, що руйнує цей медіатор. На постсинаптичній, а часто і на пресинаптичій мембранах присутні рецептори до того чи іншого медіатора.

## Класифікації синапсів

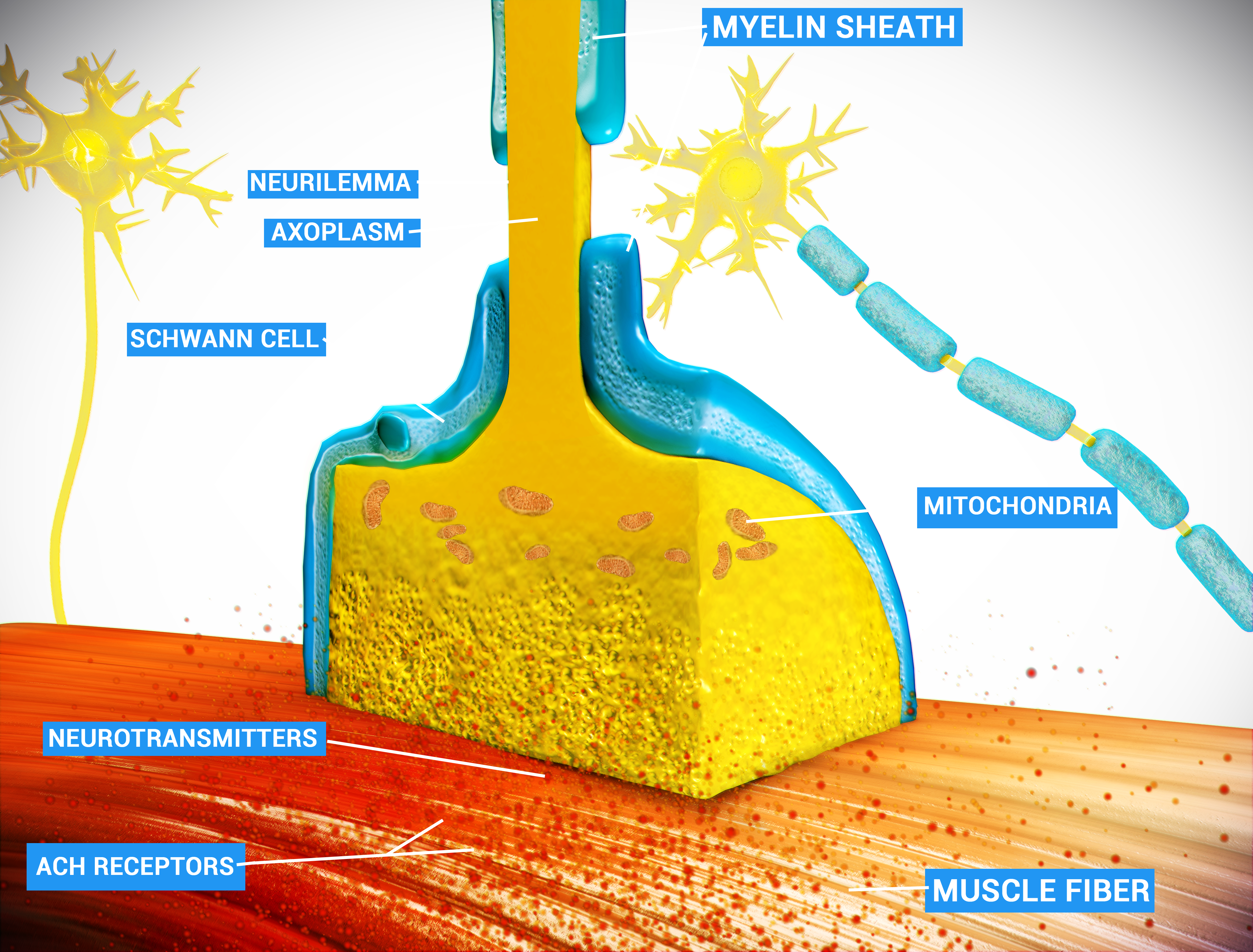
Схема хімічного синапсу між нервовою і м'язовою клітинами

Залежно від механізму передачі нервового імпульсу розрізняють
- хімічні;
- електричні
- — клітини з'єднуються високопроникними контактами за допомогою особливих коннексонів (кожен коннексон складається з шести білкових субодиниць). Відстань між мембранами клітини в електричному синапсі — 3,5 нм (звичайна міжклітинна — 20 нм)

Оскільки опір позаклітинної рідини малий (у цьому випадку), імпульси проходять не затримуючись через синапс. Електричні синапси звичайно бувають збудливими.
Для нервової системи ссавців електричні синапси менш характерні, ніж хімічні.
- змішані синапси: пресинаптичний потенціал дії створює струм, який деполяризує постсинаптичну мембрану типового хімічного синапсу, де пре-і постсинаптична мембрана не щільно прилягають одна до одної. Таким чином, у цих синапсах хімічна передача слугує необхідним підсилюючим механізмом.

Найбільш поширені хімічні синапси.
Хімічні синапси можна класифікувати за їх розташуванням і приналежності відповідним структурам:
- периферичні
  - нервово-м'язові
  - нейросекреторні (аксо-вазальні)
  - рецепторно-нейрональні
- центральні:
  - аксо-дендритні — з дендритами, в тому числі
    - аксо-шипикові — з дендритними шипиками, виростами на дендритах;

  - аксо-соматичні — з тілами нейронів;
  - аксо-аксональні — між аксонами;
  - дендро-дендритні — між дендритами;

Залежно від медіатора синапси поділяються на:
- амінергічні, що містять біогенні аміни (наприклад, серотонін, дофамін);
  - у тому числі адренергічні, що містять адреналін або норадреналін;
- холінергічні, що містять ацетилхолін;
- пуринергічні, що містять пурини;
- пептидергічні, що містять пептиди.

При цьому в синапсі не завжди виробляється лише один медіатор.
Зазвичай основний медіатор вивільняється разом з іншим, що є модулятором.
За дією:
- збудливі
- гальмівні.

Якщо перші сприяють виникненню збудження у постсинаптичній клітині (у них в результаті надходження імпульсу відбувається деполяризація мембрани, яка може викликати потенціал дії за певних умов), То інші, навпаки, припиняють або запобігають його виникненню, перешкоджають подальшому поширенню імпульсу. Зазвичай гальмівними є гліцинергічні (медіатор — гліцин) і ГАМК-ергічні синапси (медіатор — гамма-аміномасляна кислота).
Гальмівні синапси бувають двох видів: 1) синапс, у пресинаптичних закінченнях якого виділяється медіатор, гіперполяризується на постсинаптичній мембрані та викликає виникнення гальмівного постсинаптичного потенціалу; 2) аксо-аксонального синапс, що забезпечує
пресинаптичне гальмування. Синапс холінергічний (s. cholinergica) — синапс, медіатором в якому є ацетилхолін.
У деяких синапсах присутні постсинаптичні ущільнення — електронно-щільні зони, що складаються з білків. За їх наявністю чи відсутністю виділяють синапси симетричні і асиметричні. Відомо, що усі глутамінергічні синапси асиметричні, а ГАМК-ергічні — симетричні.
У випадках, коли з постсинаптичною мембраною контактує кілька синаптичних розширень, утворюються множинні синапси.
До спеціальних форм синапсів відносяться шипикові апарати, в яких з синаптичним розширенням контактують короткі одиничні або множинні випинання постсинаптичної мембрани дендрита. Шипикові апарати значно збільшують кількість синаптичних контактів на нейроні і, отже, кількість опрацьованої інформації. «Не-шипикові» синапси називаються «сидячими». Наприклад, сидячими є усі ГАМК-ергічні синапси.

## Класифікація синапсів
- Хімічний синапс
- Електричний синапс
- Змішаний синапс
- Ефапс
- Нейропластичність
- Молекулярна нейронаука

### Журнали
- Synapse
- Frontiers in Synaptic Neuroscience
- Molecular and Cellular Neurosciences
- Molecular Neurobiology
- Cellular and Molecular Neurobiology

### Книги
- Kandel, E. R., Schwartz, J. H., & Jessell, T. M. (2000). Principles of neural science (4th ed.). McGraw-Hill, Health Professions Division.
- John H. Byrne, Ruth Heidelberger and M. Neal. (2014). From Molecules to Networks An Introduction to Cellular and Molecular Neuroscience. Academic Press. ISBN 978-0-12-397179-1
- Gordon M. Shepherd. (2003). The synaptic organization of the brain. Oxford ; New York :Oxford University Press. ISBN 978-0195159561
- Людина. / Навч. посібник з анатомії та фізіології. — Львів. 2002. — 240 с.